# Armaan Ebrahim
Pour les articles homonymes, voir Ebrahim.
Armaan Ebrahim, né le 17 mai 1989 à Chennai, est un pilote automobile indien.
En 2012, il est le premier indien à participer au championnat Indy Lights.

## Carrière
- 2005 : Formule BMW Asie, 5e
  - 2005 : A1 Grand Prix, Non classé

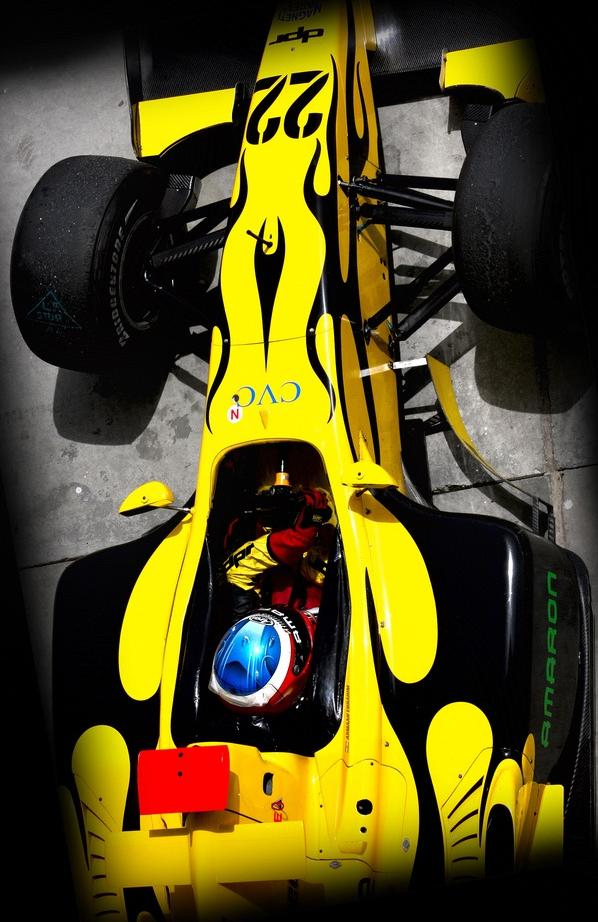
Armaan Ebrahim en GP2 Asia Series à Bahreïn en 2008

- 2006 : Championnat de Grande-Bretagne de Formule Renault, 24e
  - 2006 : A1 Grand Prix, 16e
- 2007 : Formula V6 Asia, 2e
- 2008 : GP2 Asia Series, non classé
- 2009 : Formule 2, 17e
- 2010 : Formule 2, 10e
- 2011 : Formule 2, 15e
- 2012 : Indy Lights, 13e
  - 2012 : Championnat du monde FIA GT1, 21e
- 2013 : FIA GT Series Pro-Am, 15e
- 2014 : Blancpain Sprint Series, 28e (cinquième de la Silver Cup)
- 2015 : Lamborghini Super Trofeo Asia Pro-Am, Champion